# MapServer
MapServerは空間的情報を取り扱い可能なインターネットアプリケーションを構築するためのオープンソースの開発環境である。SWIGなど複数のプログラム言語に対応したCGIやMapscriptとして起動することも可能である。ミネソタ大学ツインシティー校で開発されたことから、他の商用ソフトウェアの「mapserver」とは区別するため、「UMN MapServer」と呼ばれることが多い。元々の由来としては、衛星写真の一般利用を可能にするためNASAによる後援の元、開発された。